# Столкновения в Нагорном Карабахе (август 2022)
Столкновения в Нагорном Карабахе (2022) — боестолкновения между Вооружёнными силами Азербайджана и Армией обороны непризнанной Нагорно-Карабахской Республики, которые произошли с 1 по 3 августа 2022 года, крупнейшее обострение конфликта в регионе с момента подписания соглашения о прекращении огня в ноябре 2020 года.
«Европарламент» и Россия обвинили Азербайджан в нарушении режима прекращения огня и эскалации боевых действий. По данным Министерства обороны России нарушения режима прекращения огня были зафиксированы со стороны вооружённых сил Азербайджана с 1 по 3 августа, в результате этих нарушений 1 августа был ранен представитель Нагорного Карабаха, а 3 августа погибло двое и ранено четырнадцать представителей вооружённых формирований Нагорного Карабаха.
На третий день столкновений, 3 августа, Министерство обороны Азербайджана объявило о проведении операции «Возмездие» (азерб. «Qisas» əməliyyatı) в ответ на гибель азербайджанского военнослужащего в результате «террористическо-диверсионной операции против подразделений азербайджанской армии» и с целью предотвращения «попытки захвата высоты Кырхкыз». В результате операции, по азербайджанским данным, несколько господствующих высот вдоль Карабахского хребта перешли под контроль вооружённых сил Азербайджана.
В Армении и в Нагорно-Карабахской Республике боестолкновения охарактеризовали как очередное проявление «армяноненавистничества», попытку запугивания армян Нагорного Карабаха, а также этническую чистку и «ползучую оккупацию» Нагорного Карабаха. МИД Азербайджана, в свою очередь, заявил, что Азербайджан обеспечивает безопасность и целостность своих территорий на законных основаниях, а обвинения в свой адрес назвал «лицемерием».
При посредничестве российского миротворческого контингента огонь был прекращен, а стороны пришли к соглашению о выводе армянского населения из района Лачинского коридора и его переходе под контроль Азербайджана к 25 августа 2022 года. Таким образом Азербайджан смог заставить армянскую сторону раньше времени (которое было обозначено в заявлении о перемирии от 9 ноября) изменить маршрут коридора. В свою очередь российские миротворцы играли роль статистов и пассивных курьеров между сторонами.

## Предыстория

### Карабахский конфликт
После Второй Карабахской войны, закончившейся заявлением о прекращении огня, под контроль Азербайджана перешли почти двести населенных пунктов в Нагорном Карабахе и семь прилегающих районов. В том числе, по соглашению, под контроль Азербайджана были возвращены приграничные с Арменией Кельбаджарский и Лачи́нский районы. Заключённое перемирие, которое ознаменовало прекращение военных действий, было воспринято как победа Азербайджана, в дальнейшем неоднократно нарушалось — имели место единичные огневые контакты как на линии соприкосновения в Нагорном Карабахе, так и на армяно-азербайджанской границе. Крупнейшим из них стали бои в ноябре 2021 года.

### События, предшествовавшие вооружённому конфликту
15 июля президент Азербайджана Ильхам Алиев заявил, что Минобороны России не выполнило обещание, согласно которому, в соответствии с договоренностями от 10 ноября 2020 года, армянские военные должны были покинуть Нагорный Карабах, однако этого не было сделано (4-й пункт заявления гласит, что «миротворческий контингент Российской Федерации развёртывается параллельно с выводом армянских вооружённых сил»). Пребывание армянских вооружённых сил на территории Карабаха Алиев назвал совершенно неприемлемым и «грубым нарушением декларации» от 10 ноября 2020 года.
При этом власти Армении также обвиняют азербайджанскую сторону в нарушении договоренностей. Так Никол Пашинян месяцем ранее заявлял, что действия Баку направлены на создание условий легитимности войны против Армении. По словам армянского премьера Баку отказывается участвовать в совместном заседании комиссии по делимитации и вопросам безопасности границ. Кроме этого согласно Пашиняну, Алиев в присутствии главы Евросовета Шарля Мишеля обещал освободить 38 пленных армянских военных, однако этого выполнено не было.
28 июля армянская сторона заявила, что азербайджанские силы открыли огонь по двум селам в Нагорном Карабахе и по позициям армянской армии на границе Армении с Азербайджаном. Пресс-служба МВД Нагорного Карабаха сообщила, что около 11:45 по местному времени азербайджанские ВС в течение примерно 20 минут вели огонь из огнестрельного оружия различного калибра в направлении сел Тагавард и Красный базар. Официальный Баку отверг обвинения, назвав информацию армянской стороны ложью и носящей дезинформационный характер. Однако сообщения армянской стороны были подтверждены российскими миротворцами.  Последними было зафиксировано нарушение режима прекращения огня со стороны Вооруженных сил Азербайджан, которые открыли огонь из стрелкового оружия по посту армянских сил Нагорного Карабаха
Утром 30 июля Минобороны Азербайджана сообщило об обстреле подразделениями вооружённых сил Армении позиций азербайджанской армии, дислоцированных в направлении села Демирчидам Кельбаджарского района. Вечером того же дня Минобороны Азербайджана сообщило, что с полудня подразделения армянских вооружённых сил подвергали интенсивному обстрелу из разнокалиберного оружия позиции азербайджанской армии на Кельбаджарском и Лачинском участках государственной границы. В свою очередь Министерство обороны Армении опровергло обвинения в свой адрес, заявив что сообщения об обстрелах азербайджанских позиций — дезинформация.
30 июля министр обороны Азербайджана Закир Гасанов, проанализировав оперативную обстановку и сложившуюся ситуацию на азербайджано-армянской государственной границе, а также в Карабахской экономической зоне, где временно дислоцирован российский миротворческий контингент, отдал приказ о готовности к немедленному и решительному пресечению любой возможной провокации противника. В свою очередь в Ереване расценили прозвучавшее в Баку заявление, как подготовку почвы для очередной эскалации в зоне конфликта.
Утром 31 июля Минобороны Азербайджана сообщило, что с вечера 30 июля и в течение ночи 31 июля подразделения армянских вооружённых сил подвергали интенсивному обстрелу из стрелкового оружия позиции азербайджанской армии, дислоцированные в направлении Кедабекского и Кельбаджарского районов на государственной границе. Также, согласно Минобороны Азербайджана, члены незаконных армянских вооружённых отрядов на территории Азербайджана, где временно дислоцированы российские миротворцы, подвергли обстрелу из разнокалиберного стрелкового оружия и снайперских винтовок позиции азербайджанской армии в направлении населённого пункта Амиранлар Ходжавендского района. Министерство обороны Армении вновь опровергло сообщение Баку. Об этом сообщил пресс-секретарь Минобороны Армении Арам Торосян, который отметил, что в ночь с 30 на 31 июля подразделения вооружённых сил Армении не вели огонь в направлении азербайджанских позиций, расположенных в восточной части армяно-азербайджанской границы. По его словам ситуация на армяно-азербайджанской границе относительно была стабильна.
Говоря о столкновении и его инициаторе, Ильдар Мамедов отмечает что Из двух сторон конфликта именно у Азербайджана есть как стимулы, так и возможности бросить вызов послевоенному статус-кво

## Ход событий

### 1 августа
1 августа МО Нагорно-Карабахской Республики обвинили Азербайджан в нанесении ударов по их позициям на севере и северо-западе линии разграничения. Согласно армянскому ведомству в 9 утра азербайджанские подразделения предприняли попытки наступления по линии соприкосновения с Нагорным Карабахом. В связи с чем президент Нагорного-Карабаха Араик Арутюнян провел, экстренное совещание с командующим Армией обороны Камо Варданяном и другими представителями силовых структур. В Армии обороны Нагорного Карабаха заявили, что в течение дня армянские войска пресекали все попытки Азербайджана перейти линию соприкосновения. В сообщении также говорилось об отсутствии потерь в составе войск Нагорного-Карабаха. В свою очередь. Позже карабахский депутат Артур Арутюнян сообщил армянской службе «Радио Свобода», что боевые действия прекратились. Он также сообщил, что азербайджанская армия не захватила ни одной позиции карабахских армян. В результате столкновений ранение получил военнослужащий Нагорно-Карабахской Республики Альберт Владикович Бахшиян.
МО Азербайджана отрицало какие-либо нарушение режима прекращения огня в Карабахе или вокруг него, заявив, что информация о якобы ведении огня подразделениями азербайджанской армии в направлении армянских вооружённых формирований является ложной, провокационной и вводящей в заблуждение. В то же время Российский миротворческий контингент, в зоне ответственности которого происходили столкновения, опубликовал информационный бюллетень в котором отмечалось что за сутки было зафиксировано три нарушения режима прекращения огня и все со стороны ВС Азербайджана, в результате чего получил ранение представитель вооружённых формирований Нагорного Карабаха.

### 2 августа
2 августа власти непризнанной НКР сообщили, что азербайджанская сторона передала им требование организовать сообщение с Арменией по другому маршруту, в обход существующего (Согласно 6-му пункту заявления о прекращении огня, Азербайджан на своей стороне уже построил альтернативную дорогу, армянская пока еще нет.. При этом у армянской стороны, согласно тому же соглашению о прекращении огня, еще было время до ноября 2023 года). Однако секретарь Совета безопасности Армении Армен Григорян заявил, что требование Азербайджана организовать движение из НКР в Армению по другому маршруту в обход ныне действующего Лачинского коридора нелегитимно. Он отмечает, что согласно пункту № 6 декларации о прекращении огня, план строительства нового маршрута движения должен быть согласован сторонами подписантами. На сегодняшний момент согласованного плана не существует. Согласно ему, Армения не давала согласия на какой-либо план, а следовательно, требование Азербайджана нелегитимно.
Пемьер-министр Армении Никол Пашинян провел телефонный разговор с президентом России Владимиром Путиным, в ходе которого были обсуждены отдельные практические аспекты реализации трехсторонних договоренностей лидеров России, Армении и Азербайджана по Нагорному Карабаху от 9 ноября 2020 года, 11 января и 26 ноября 2021 года. В свою очередь, глава МИД Армении Арарат Мирзоян созванивался со своим российским коллегой Сергеем Лавровым, а глава Минобороны РФ Сергей Шойгу поговорил с министром обороны Азербайджана Закиром Гасановым.
В этот же день армянские СМИ сообщали об активной переброске подразделений ВС Азербайджана к Карабаху. В свою очередь Российский миротворческий контингент, опубликовал ежедневный информационный бюллетень в котором отмечалось обострение обстановки в зоне ответственности контингента. Так согласно российским миротворцам в этот день режим прекращения огня был нарушен со стороны вооружённых сил Азербайджана. Произошло это нарушение в районе высоты Сарыбаба.

### 3 августа
— города;

 — сёла;

Около полудня Минобороны Азербайджана сообщило, что утром 3 августа члены незаконных армянских вооружённых формирований, расположенные на территории временного дислоцирования миротворческого контингента Российской Федерации, начали интенсивный обстрел позиций подразделений азербайджанской армии, расположенных в направлении Лачинского района. В результате от огнестрельного ранения скончался рядовой Кязымов Анар Рустам оглу, военнослужащий срочной службы. Также по сообщению Минобороны Азербайджана вечером того же дня, армянская сторона предприняла попытку захватить высоту Кырхкыз горного хребта, охватывающего территорию Кельбаджарского и Лачинского районов, и установить здесь новые боевые позиции.
Министерство обороны Нагорно-Карабахской Республики опровергло заявления МО Азербайджана, заявив что с 09:00 именно азербайджанские подразделения, грубо нарушив режим прекращения огня, открыли огонь в направлении позиций Армии обороны с применением гранатометов и БПЛА. МИД Нагорного Карабаха выступил c заявлением в котором осуждал агрессивные действия Азербайджана в отношении Арцаха и квалифицировало их как очередное проявление армяноненавистничества, грубую попытку нарушения мира и стабильности в регионе, а также дискредитации миротворческой миссии.. МИД Армении также осудил действия Азербайджана и возложил на того вину на нарушение трехсторонних договоренностей.
Днём МИД Азербайджана, комментируя сообщение Министерства обороны, обвинил Армению в невыполнении обязательств, взятых на себя в рамках трехстороннего соглашения от 10 ноября 2020 года и не выводе армянских вооруженных формирований с территории Азербайджана, заявив также, что Азербайджан «впредь будет принимать все необходимые меры для обеспечения безопасности территорий Азербайджана и неприкосновенности его границ». Согласно заявлению азербайджанского ведомства, произошедший 3 августа кровавый инцидент ещё раз свидетельствует о том, что Армения грубо нарушила трехстороннее соглашение, подорвала усилия по нормализации отношений между двумя государствами и является показателем неуважения Армении к усилиям международных посредников. В то же время Министерство иностранных дел Армении заявило, что армянской стороной делаются шаги по достижению стабильности и мира в регионе, а Азербайджан продолжает заранее спланированную политику запугивания армян Нагорного Карабаха, этническую чистку и ползучую оккупацию Нагорного Карабаха. Согласно заявлению армянского ведомства, Армения следует всем договоренностям, в отличие от Азербайджана, чьи произвольные толкования трёхстороннего соглашения в купе с агрессивной риторикой является причиной срыва соглашений.
Около 18:00 президент Нагорно-Карабахской Республики Араик Арутюнян подписал указ об объявлении частичной военной мобилизации с 3 августа 2022 года. В 18:20 армянская сторона сообщила, что в ходе боев с Вооружёнными силами Азербайджана погибли военнослужащие-контрактники Гурген Габриелян и Артур Хачатрян, ещё 14 получили ранения различной степени тяжести. По данным армянской стороны, азербайджанская сторона, помимо стрелкового оружия, применила минометы, гранатометы и беспилотники.
В 19:04 по словам Минобороны Азербайджана в результате ответной операции «Возмездие» подразделениями азербайджанской армии была взята под контроль высота Кырхкыз, высота Сарыбаба и ряд других важных господствующих высот вдоль Карабахского хребта горной цепи Малого Кавказа, уничтожены несколько боевых позиций незаконных армянских вооружённых формирований, нанесён удар с воздуха по воинской части в населённом пункте Юхары Оратаг бывшего Агдеринского района, в результате чего была уничтожена и ранена живая сила незаконных армянских вооружённых формирований, уничтожены несколько гаубиц Д-30, военные транспортные средства и большое количество боеприпасов. Минобороны Азербайджана на своём сайте также опубликовало кадры, снятые с БПЛА, на которых видны удары ракетами по артиллерийским расчётам и позициям армянских сил.
Министерство обороны Азербайджана, ссылаясь на трёхстороннее заявление от 9 ноября 2020 года, которое гласит, что «миротворческий контингент Российской Федерации развёртывается параллельно с выводом армянских вооружённых сил», потребовало полную демилитаризацию Нагорного Карабаха, полный вывод оттуда армянских войск и разоружение армянских вооружённых формирований, назвав присутствие Вооружённых сил Армении и армянских вооружённых формирований на территориях Азербайджана, где временно размещен миротворческий контингент Российской Федерации, «источником опасности». В ответ армянская сторона заявила, что в трехстороннем договоре ничего не говорится о демилитаризации вооруженных сил НКР, а в самом Нагорном Карабахе нет военнослужащих Республики Армения. По словам армянского премьера, причиной эскалации являются следующие составляющие: отрицание Азербайджаном существования Нагорного Карабаха как такового, несмотря на фиксирование термина «Нагорный Карабах» в трех-стороннем соглашении; непринятие Азербайджаном зафиксированной в договоре линии соприкосновения; наличие Лачинского коридора обеспечивающего связь Нагорного Карабаха с Арменией. МИД Азербайджана, свою очередь, заявил, что причиной последней напряженности является именно «присутствие незаконных армянских вооружённых формирований на территории Азербайджана, совершение провокаций».
В информационном бюллетени российских миротворцев отмечалось, что за сутки азербайджанские войска четыре раза нарушили режим прекращения огня в зоне ответственности миротворческого контингента. В сообщении говорится, что нарушения Азербайджаном прекращения огня происходили в районах гор Сарыбаба и Буздух, а также в Мардакертском районе. В результате этих нарушений погибло двое и ранено четырнадцать представителей вооруженных формирований Нагорного Карабаха. Согласно сообщению миротворцев, нарушений линий соприкосновения сторон не было допущено.

### 4 августа
Минобороны Азербайджана сообщило об относительном затишье. В информационном бюллетени российских миротворцев отмечалось, что командованием российских миротворцев, во взаимодействии с азербайджанской и армянской сторонами, инциденты были урегулированы.
Премьер-министр Армении Никол Пашинян заявил, что события последних дней, «вызывают в армянском обществе вопросы о содержании и сути миротворческой миссии в Нагорном Карабахе», в связи с чем, как заявил Пашинян, «возникает крайняя необходимость согласования деталей миротворческой операции в Нагорном Карабахе». В ответ, глава МИД России Сергей Лавров заявил, что Россия пока не видела конкретных предложений Армении по миротворческой миссии в Карабахе. В свою очередь в МИД Армении отметили, что более года назад передали российской стороне свои предложения по повышению эффективности деятельности российских миротворцев в Нагорном Карабахе.

### 5 августа
В Минобороны Азербайджана заявили о попытках ВС Армении обострить ситуацию в Карабахе. По заявлению ведомства, за минувшие сутки армянские вооружённые формирования подвергли обстрелу позиции азербайджанской армии в целом 12 раз, 9 из которых были зафиксированы на территории Азербайджана, где временно размещены российские миротворцы. Оборонное ведомство непризнанной НКР считает данные заявления «очередной дезинформацией». Кроме это в ведомстве армии обороны Нагорно-Карабахской Республики, что азербайджанские военные в ночь на 6 августа нарушили режим прекращения огня в некоторых направлениях линии соприкосновения. По данным армянского ведомства, азербайджанцами было применено стрелковое оружие различного калибра.
По данным Минобороны России, нарушений режима прекращения огня в зоне ответственности российского миротворческого контингента не было зафиксировано.
Министр территориального управления и инфраструктур НКР Айк Ханумян предупредил жителей города Лачын и села Забух, которые расположены на Лачинском коридоре, что до 25 августа они должны покинуть эти населённые пункты.

### 6 августа
Минобороны Азербайджана сообщило, что в результате уточнений, проведённых подразделениями азербайджанской армии на территории, гора Буздух и окружающие её высоты перешли под контроль азербайджанской армии.
Вечером 6 августа МО Армении сообщило о нарушении режима прекращения огня азербайджанской стороной. В результате стрельбы с со стороны ВС Азербайджана был ранен солдат срочной службы армянской армии Нвер Геворкян. Минобороны России подтвердило данные о ранении армянского военного в Нагорном Карабахе. В информационном бюллетене отмечается, что военнослужащий ВС Армении был ранен в результате нарушения режима прекращения огня. По данным ведомства, нарушение зафиксировано в районе села Сотк Гегаркуникской области со стороны ВС Азербайджана.

### 7 августа
Минобороны Азербайджана сообщило, что 7 августа члены незаконных армянских вооружённых формирований на территории Азербайджана, где временно размещены российские миротворцы, 4 раза из снайперских винтовок и разнокалиберного стрелкового оружия обстреляли позиции азербайджанской армии, дислоцированные в направлениях Кельбаджарского, Геранбойского и Физулинского районов. Армянская сторона, в свою очередь, обвинила азербайджанские подразделения в нарушении режима прекращения огня и применении стрелкового оружия, заявив также, что в ночь на 7 августа и по состоянию на 09:00 воскресенья оперативная ситуация на линии соприкосновения в Нагорном Карабахе, несмотря на некоторую напряженность, была относительно стабильной.

## Заметки
1. ↑  В ряде источников именуются также как «Армия Карабаха»[5][6], «Армия обороны [Нагорного] Карабаха»[7][8], «Карабахские войска»[9], «вооруженные формирования Нагорного Карабаха»[10][11][12][13] и т.д.